# Lamberto di Maastricht
San Lamberto (Maastricht, 633 circa – Liegi, 17 settembre 705 circa) è stato un vescovo e santo franco.
Venne assassinato per ordine di Pipino di Herstal ed è per questo venerato come santo e martire dalla Chiesa cattolica

## Biografia

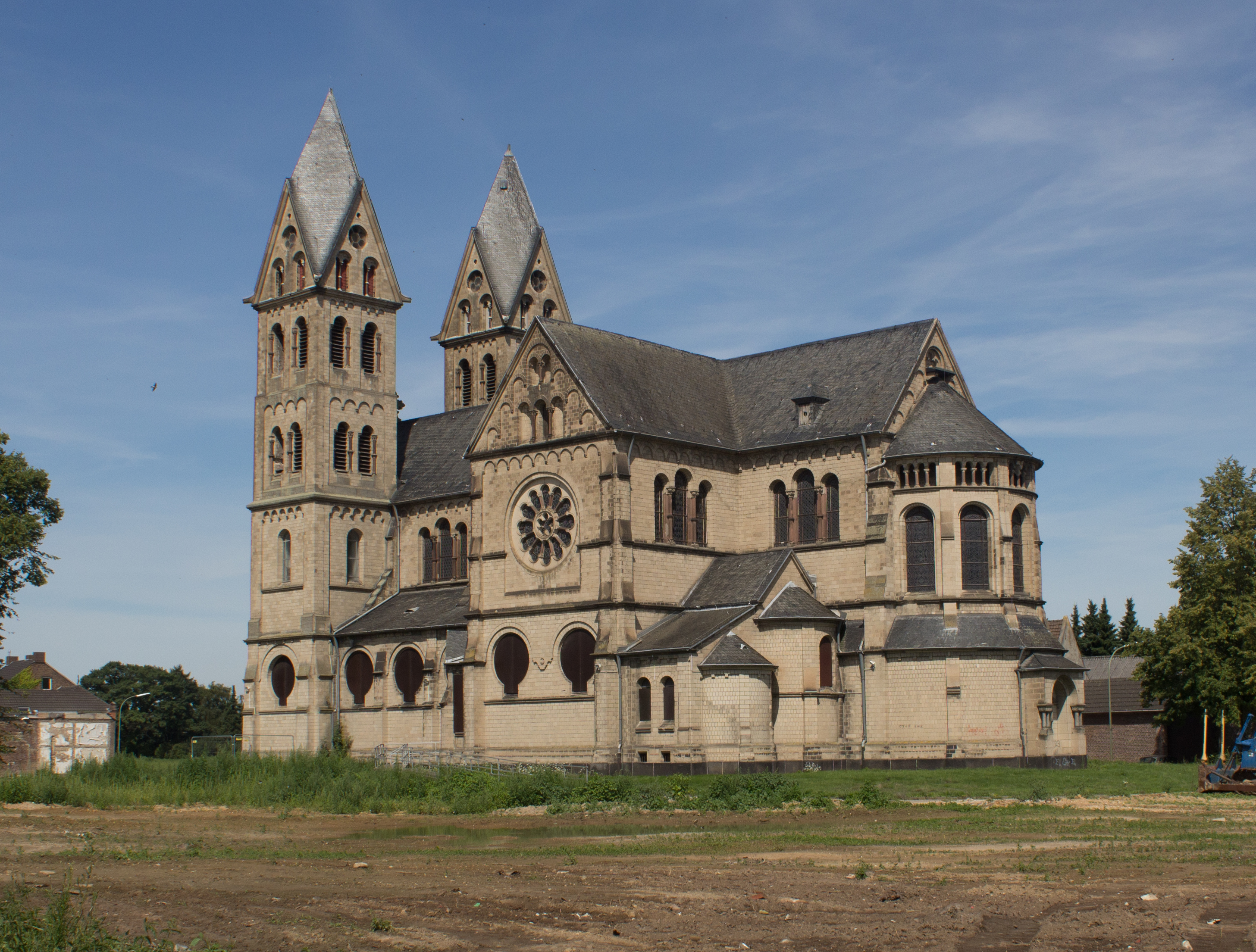
La chiesa di San Lamberto a Immerath (Erkelenz)

Figlio di Crodoberto della stirpe dei Robertingi, di Maastricht, fu affidato alle cure dello zio, il vescovo Teodardo di Tongres, e venne poi educato presso la corte dei sovrani merovingi.
Con il consenso del re Childerico II di Austrasia, attorno al 670 succedette allo zio come vescovo di Tongres e Maastricht: nel 675 fu deposto da Ebroino, maggiordomo di palazzo del successore di Childerico, Clodoveo III, e rinchiuso nell'abbazia di Stavelot.
Rimase in convento fino al 681, quando venne liberato dal nuovo maggiordomo, Pipino di Herstal, e poté riprendere possesso della sua sede: preferì lasciare l'amministrazione della diocesi al suo assistente, Faramondo, e dedicarsi all'evangelizzazione del Brabante insieme a san Villibrordo.
Difese l'autonomia e le libertà della sua diocesi contro il crescente potere di Pipino: un suo nipote arrivò ad uccidere in duello Dodone, un domesticus del Maggiordomo. Fu per questo fatto uccidere da Pipino a Liegi, mentre celebrava la messa nella cappella dei santi Cosma e Damiano. Per la Chiesa cattolica, la causa dell'omicidio fu la pubblica denuncia dell'unione tra Pipino e la sua concubina Alpaide (madre di Carlo Martello) ed è per questo venerato come martire della difesa del vincolo matrimoniale (il maggiordomo era sposato con Plectrude).
Uberto, succeduto a Lamberto come vescovo di Tongres e Maastricht, trasferì la sede episcopale a Liegi, dove fece erigere una cattedrale (Notre Dame et Sain-Lambert) sul luogo del martirio del predecessore.
Memoria liturgica il 17 settembre.

## Ascendenza
|                        |   |                      | Genitori |  |  | Nonni |  |  | Bisnonni              |  |  | Trisnonni            |  |
|                        |   |                      |          |  |  |       |  |  | Crodoberto I di Tours |  |  | Cariberto di Hesbaye |  |
|                        |   |                      |          |  |  |       |  |  | Crodoberto I di Tours |  |  | Cariberto di Hesbaye |  |
|                        |   | Wulfgurd             |          |  |  |       |  |  | Crodoberto I di Tours |  |  |                      |  |
| Lamberto I di Hesbaye  |   |                      |          |  |  |       |  |  | Crodoberto I di Tours |  |  |                      |  |
|                        |   | Glismonda di Baviera | …        |  |  |       |  |  |                       |  |  |                      |  |
|                        |   | Glismonda di Baviera | …        |  |  |       |  |  |                       |  |  |                      |  |
|                        |   | Glismonda di Baviera | …        |  |  |       |  |  |                       |  |  |                      |  |
| Crodoberto II          |   | Glismonda di Baviera |          |  |  |       |  |  |                       |  |  |                      |  |
|                        |   | …                    | …        |  |  |       |  |  |                       |  |  |                      |  |
|                        |   | …                    | …        |  |  |       |  |  |                       |  |  |                      |  |
|                        |   | …                    | …        |  |  |       |  |  |                       |  |  |                      |  |
| …                      |   | …                    |          |  |  |       |  |  |                       |  |  |                      |  |
|                        |   | …                    | …        |  |  |       |  |  |                       |  |  |                      |  |
|                        |   | …                    | …        |  |  |       |  |  |                       |  |  |                      |  |
|                        |   | …                    | …        |  |  |       |  |  |                       |  |  |                      |  |
| Lamberto di Maastricht |   | …                    |          |  |  |       |  |  |                       |  |  |                      |  |
|                        | … | …                    |          |  |  |       |  |  |                       |  |  |                      |  |
|                        | … | …                    |          |  |  |       |  |  |                       |  |  |                      |  |
|                        | … | …                    |          |  |  |       |  |  |                       |  |  |                      |  |
| …                      | … |                      |          |  |  |       |  |  |                       |  |  |                      |  |
|                        |   | …                    | …        |  |  |       |  |  |                       |  |  |                      |  |
|                        |   | …                    | …        |  |  |       |  |  |                       |  |  |                      |  |
|                        |   | …                    | …        |  |  |       |  |  |                       |  |  |                      |  |
| Théodrada              |   | …                    |          |  |  |       |  |  |                       |  |  |                      |  |
|                        |   | …                    | …        |  |  |       |  |  |                       |  |  |                      |  |
|                        |   | …                    | …        |  |  |       |  |  |                       |  |  |                      |  |
|                        |   | …                    | …        |  |  |       |  |  |                       |  |  |                      |  |
| …                      |   | …                    |          |  |  |       |  |  |                       |  |  |                      |  |
|                        |   | …                    | …        |  |  |       |  |  |                       |  |  |                      |  |
|                        |   | …                    | …        |  |  |       |  |  |                       |  |  |                      |  |
|                        |   | …                    | …        |  |  |       |  |  |                       |  |  |                      |  |
|                        |   | …                    |          |  |  |       |  |  |                       |  |  |                      |  |